# 永岡慶之助
永岡 慶之助（ながおか けいのすけ、1922年7月30日 - 2021年5月12日)は、日本の歴史小説作家、時代小説作家。

## 人物・来歴
本名同じ。福島県会津坂下町生まれ。群馬県藤岡市在住。東洋大学文学部卒業。

## 略歴
1946年（昭和21年）、友人の赤田哲也と故郷を出て中山義秀邸を訪問、知遇を得る。当時の仲間には吉田健一、国木田虎雄、清水崑、清水基吉らがいた。公友社、河出書房の雑誌編集者を経て、作家活動に入る。1960年（昭和35年）、出身地の会津藩を題材に取った『斗南藩子弟記』でデビュー。翌年の第45回直木賞候補となる。また同賞には1969年（昭和44年）の『紅葉山 富岡製糸場始末』も候補に推された（第62回）。基本的に史実に即した王道的歴史小説を手掛ける。また『上州剣客列伝』などの史伝文学、『上泉伊勢守信綱』などの史伝的歴史小説、『会津戦争始末記』『散華・会津藩の怨念』などの歴史ノンフィクションもあり、更には『はぐれ鷹 用心棒三十郎』において、いわゆる「文庫書き下ろし時代小説」も執筆した。
90歳を超えてからも書き下ろしの小説や、雑誌『歴史街道』（PHP研究所）などに精力的に執筆していた。98歳で死去。

## 作品リスト
- 『斗南藩子弟記』（1960年、大和出版、新人物往来社, 1973 1986年3月、文春文庫） ISBN 4-16-740701-9
- 銀座煉瓦街始末
- 涙壺
- 『元禄惜春譜 赤穂浪士銘々伝』 (芸文新書) 芸文社, 1964
- 『柳生十兵衛』(双葉新書. 書下し時代小説文庫 双葉社, 1964 『月下の若武者』1974年、春陽文庫、1984年「柳生十兵衛」青樹社、1987年「隻眼柳生十兵衛」春陽文庫、1998年「柳生十兵衛」青樹社文庫）
- 巴里北停車場（パリ・キャール・デュ・ノール）
- 『紅葉山 富岡製糸場始末』（1969年、青樹社）
- 『雪の謀将 謙信と直江山城守』（1969年、芸文社、1988年「武将の階段」に改題の上春陽文庫）『上杉謙信』（「雪の謀将」を大幅な加筆・再構成、1983年青樹社、1995年青樹社文庫、2006年「上杉謙信と直江兼続」学陽書房人物文庫）
- 『彰義隊戦記』新人物往来社, 1972 『上野戦争 彰義隊の怨念』（1978年ビッグフォー出版）
- 『会津戦争始末記 戊辰の時代』（1973年、新人物往来社、1990年6月、歴史春秋出版） ISBN 4-89757-238-X
- 『伊達政宗』青樹社, 1973、1986年、文春文庫、1991年、歴史春秋出版、1996年、青樹社文庫）
- 『福島県人 日本人国記』（1974年、新人物往来社）
- 『幕末戦記』大陸書房, 1974
- 『会津藩への挽歌』エルム（1975年）
- 『小説日本名匠伝』光風社書店, 1976 「風狂鬼譜 小説・日本名匠伝」(春陽文庫) 1985.12
- 『証言=明治維新 散華・会津藩の怨念』（1977年3月、ビッグフォー出版、1985年双葉文庫、1998年「会津藩始末記 敗者の明治維新」中公文庫）
- 『源頼朝 物語と史蹟をたずねて』（1979年1月、成美堂出版）
- 『サムライ・ド・パリ 幕末異国秘話』（1980年2月、廣済堂）
- 『上州剣客列伝』（1981年5月、上毛新聞社）
- 『源義経』（1985年5月、青樹社、1998年3月、学陽書房人物文庫）
- 『薄明の海峡』（1988年4月、大陸書房大陸文庫） （シーボルトと鳴滝塾を描く）
- 『織田信長』（1991年12月、青樹社）
- 『上泉伊勢守信綱』（1997年2月、叢文社、「上泉信綱」2009年6月、学陽書房人物文庫） ISBN 978-4-313-75247-4
- 『最後の将軍徳川慶喜とその時代がわかる本』（1997年8月、三笠書房知的生きかた文庫） ISBN 4-8379-0901-9
- 『徳川慶喜知れば知るほど』（1998年1月、実業之日本社） ISBN 4-408-10259-8
- 『戦国裏面史』（2000年7月、東京書籍） ISBN 4-487-79518-4
- 『大坂の陣名将列伝』（2000年9月、学研M文庫） 学陽書房人物文庫、2014
- 『北条氏康』（2001年11月、学研M文庫、2007年2月、学陽書房人物文庫） ISBN 978-4-313-75223-8
- 『山本勘助 異形の軍師』（2003年7月、学研M文庫） ISBN 4-05-900202-X
- 『はぐれ鷹 用心棒三十郎』（2007年4月、学研M文庫） ISBN 978-4-05-900471-4
- 『最上義光』（2009年11月、学陽書房人物文庫） ISBN 978-4-313-75253-5
- 『戦国梟雄伝 正邪を超えた強かな武将たち』（2010年3月、学研M文庫） ISBN 978-4-05-901258-0
- 『片倉小十郎と伊達政宗』学陽書房人物文庫 2011.6
- 『数奇の織部』（2012年3月、PHP研究所PHP文芸文庫） ISBN 978-4-569-67814-6
- 『バサラ武人伝 戦国～幕末史を塗りかえた異能の系譜』学研パブリッシング, 2012.9